# Commanderij Mainau
De commanderij Mainau was een in de Zwabische Kreits gelegen commanderij van de balije Elzas-Bourgondië van de Duitse Orde binnen het Heilige Roomse Rijk.
Het eiland Mainau in het Bodenmeer was al vroeg een bezitting van de abdij van Reichenau op het eiland Reichenau. De abten lieten het eiland beheren door ministerialen. In 1241 is er voor het eerst sprake van de heren van Mainau. Omstreeks 1260 werden deze heren beërfd door de ridders van Langenstein. 
In 1271 droeg Arnold van Langenstein het eiland tegen de wil van de abt van Reichenau over aan de pas gestichte vestiging van de Duitse Orde in Sandegg, een van de burchten in Salenstein, Thurgau. Vervolgens trad Arnold met zijn vier zonen toe tot de Duitse Orde. In 1272 werd er een verdrag tussen de abt van Reichenau en de Orde gesloten. De abt kreeg veel bezittingen, waaronder Sandegg terug, terwijl Mainau een commanderij wordt.
In de volgende tijd bouwde de Duitse Orde haar commanderij Mainau uit tot een zelfstandige territorium. In 1488 kocht de Orde van de heren van Klingenberg de heerlijkheid Blumenfeld met Tengen-Hinterburg.
De commanderij behoorde tot de balije Elzas-Bourgondië.
Artikel 8 van de Vrede van Presburg van 26 december 1805 wees de commanderij toe aan het keurvorstendom Baden.